# High Visibility
High Visibility ist das vierte Studioalbum der schwedischen Rockmusik-Band The Hellacopters aus dem Jahr 2000. 

## Entstehung
High Visibility ist das erste Album der Band mit dem neuen Gitarristen Robert Dahlqvist. Er ersetzte Dregen nach dessen Weggang zwischen den Alben Payin’ the Dues und Grande Rock. Auch Chips Kiesbye war mit diesem Album das erste Mal mit der Band als Musikproduzent tätig. Das Album markiert eine Neuorientierung der Band in Richtung Mainstream, der auch durch den Wechsel zu dem Major-Label Universal Music deutlich wird. Das deutsche Magazin Visions führte High Visibility auf ihrer 2019 veröffentlichten Liste der 55 besten schwedischen Rockalben.

## Titelliste
1. Hopeless Case of a Kid in Denial – 3.03 (Musik & Text: Andersson)
2. Baby Borderline – 2.49 (Musik & Text: Andersson)
3. Sometimes I Don’t Know – 2.26 (Musik & Text: Andersson)
4. Toys and Flavors – 3.32 (Musik & Text: Kiesbye, Andersson)
5. You’re Too Good (To Me Baby) – 2.27 (Musik & Text: Hargreaves, Kaplan, Love)
6. Throw Away Heroes – 3.18 (Musik & Text: Andersson)
7. No Song Unheard – 4.00 (Musik & Text: Andersson)
8. Truckloads of Nothin’ – 2.48 (Musik & Text: Andersson, Kiesbye)
9. A Heart Without Home – 3.50 (Musik & Text: Håkansson, Andersson)
10. No One’s Gonna Do It for You – 3.09 (Musik & Text: Håkansson, Andersson)
11. I Wanna Touch – 2.31 (Musik & Text: Andersson)
12. Hurtin’ Time – 2.28 (Musik & Text: Morgan, Andersson)
13. Envious – 4.01 (Musik & Text: Andersson)

## Singleauskopplungen
- Hopeless Case of A Kid In Denial: 18. Dezember 2000
- No Song Unheard 19. März 2001

## Zusätzliche Musiker
- Scott Morgan: Hintergrundgesang
- Biff Malibu: Hintergrundgesang
- Mattias Bärjed: Gitarre
- Fredrick Wennerlund: Perkussion
- Karin Thyr: Hintergrundgesang
- Charlotte Ollward: Hintergrundgesang